# Luxuria Superbia
Luxuria Superbia est un jeu vidéo d'action développé et édité par Tale of Tales, sorti en 2013 sur Windows, Mac, Linux, Ouya et iOS.

## Accueil
- TouchArcade : 4/5[1]